# LG Corporation
LG Corporation (или LG Group) или само LG, је корејска мултинационална компанија са седиштем у Сеулу у Јужној Кореји. Најпознатији органак је LG Electronics.

## Историја
Претходник LG-а је основан 1958. под именом GoldStar. Годину дана касније LG направио је први корејски радио. LG је први у Кореји користио компоненте домаће производње и створио је домаћу електронску индустрију за мање од годину дана. Данас водећи електронски гигант има представништва у 84 земље света.